# 比然·扎基波夫
比然·扎基波夫（1984年7月7日—）是一名哈薩克拳擊運動員，曾獲得2013年世界拳擊錦標賽次蠅量級冠軍。他也參加了2010年和2014年亞洲運動會，兩屆比賽均獲得銀牌。